# Юнайтед Център
„Юнайтед Център“ е спортна зала, намираща се в Чикаго, щата Илинойс. Именувана е на корпоративния и спонсор Юнайтед Еърлайнс, като тази арена е домът на баскетболния Чикаго Булс и хокейния Чикаго Блекхоукс. Планът за изграждането на Юнайтед Център е дело на Бил Уирц и Джери Райнсдорф, които са собственици на тези два отбора. Предшественик на тази зала е Мадхаус Медисън, която е разрушена след отварянето на новата арена на 18 август 1994 година. От източната страна на залата има статуи на легендарния играч на Биковете, Майкъл Джордън и на Боби Хъл и Стан Микита.
Юнайтед Еърлайнс плаща по 1,8 милиона долара на година за правата върху името до 2014.

## Информация за Юнайтед Център
Общата площ на залата 89187 квадратни метра, като това я прави най-голямата в САЩ по обем, но не и по капацитет. Външно, тя прилича на стадион Чикаго. Разполага с 19717 седящи места (+ места за правостоящи) по време на хокейните мачове (най-много са били те през 2012 година в мача на Блекхоук срещу Сейнт Луис – 22077), 20917 при баскетболните мачове (рекордът е 23028, отново през 2012 година срещу Маями Хийт), а по време на концерти капацитета достига до 23500 места.
Юнайтед Център е домакин на над 200 събития всяка година, като от създаването си има над 20 милиона посетители. Почти няма мач на Биковете или на Черните ястреби, в които капацитета на залата да не е надвишен.
Акустиката на залата е така проектирана, че да създава илюзия за невъобразим шум, особено по време на хокейни мачове. По време на мачовете постоянно се чува известният Орган на Алън, който е реплика на оригиналния, използван в старата зала Бартън. Пресъздаването му отнема 2 години.
След ремонтите през 2009-10 година, в залата се построяват 169 апартамента, които са на три нива и са за ВИП персоните. Освен това тук има множество различни ресторанти и зони за хранене. След ремонтите са поставени нови екрани, а също и банери на известните играчи и треньори на двата домакински отбора, като например такива на Майкъл Джордън, Скоти Пипън, Боб Лав, Джери Слоун, Фил Джаксън, Глен Хол, Боби Хъл Тони Еспозито и други.